# Kodeks 0229
Kodeks 0229 (Gregory-Aland no. 0229) – grecki kodeks uncjalny Nowego Testamentu na pergaminie, paleograficznie datowany na VIII wiek. Rękopis przechowywany był we Florencji, uległ zniszczeniu i nie zachował się.

## Opis
Do XX wieku zachowały się tylko dwie karty, z tekstem Apokalipsy św. Jana (8,16-17; 19,4-6). Oryginalne karty kodeksu miały rozmiar 11 na 23 cm. Tekst pisany jest jedną kolumną na stronę, w 16 linijkach w kolumnie. Był palimpsestem, tekst dolny zapisany był w języku koptyjskim.

## Tekst
Fragment reprezentuje aleksandryjską tradycję tekstualną. Kurt Aland zaklasyfikował go do kategorii III, co oznacza, że jest ważny dla poznania historii tekstu Nowego Testamentu.

## Historia
INTF datuje rękopis na VIII wiek . Guglielmo Cavallo datował go na VII albo VIII wieku.
Rękopis został znaleziony w Antinoopolis (El-Sheikh Ibada) w Egipcie. W 1953 roku Giovanni Mercati wydał transkrypcję tekstu, a w 1965 roku Mario Naldini wydał jego facsimile.
Na listę rękopisów Nowego Testamentu wciągnął go Kurt Aland w 1953 roku, oznaczając go przy pomocy siglum 0229.
Rękopis przechowywany był w bibliotece Laurenziana (PSI 1296b) we Florencji. Został zniszczony i obecnie jest niedostępny .